# 比沃纳
比沃纳（義大利語：Bivona），是意大利阿格里真托省的一个市镇。总面积88.57平方公里，人口3984人，人口密度45.0人/平方公里（2009年）。ISTAT代码为084004。